# Grofija Hesse-Hanau
Hesse-Hanau je bilo ozemlje v Svetem rimskem cesarstvu. Nastalo je, ko je nekdanja grofija Hanau-Münzenberg leta 1760 postala sekundogenitura Hesse-Kassel. Ko je vladajoči grof, Vilijem I., volilni knez Hesse, leta 1785 postal tudi deželni grof Hesse-Cassel, sta se obe vladi začeli združevati, čeprav je bil proces najprej odložen zaradi francoske okupacije, kasneje pa zaradi vključitve v francosko satelitsko vojvodstvo Frankfurt. Priključitev Hesse-Hanaua v volilno okrožje Hesse-Cassel je bila končana šele leta 1821.

## Hessenski najemniki
Hesse-Hanau je britanski kroni med ameriška vojno za neodvisnost najel plačance za potrebe zadušitve upora. Kontingent Hesse-Hanau v ameriški revolucionarni vojni je vseboval naslednje enote:
- Hesse-Hanauski polk dednega princa 1776
- Creuzbourški jegerski korpus 1777
- Hesse-Hanauska artilerijska četa Pausch 1777
- Hesse-Hanauski svobodni korpus Janecke 1781